# 5. ulanski polk (Avstro-Ogrska)
Za druge 5. polke glejte 5. polk.
5. ulanski polk je bil konjeniški polk avstro-ogrske skupne vojske.

## Zgodovina
Polk je bil ustanovljen leta 1848. 

### Prva svetovna vojna
Polkovna narodnostna sestava leta 1914 je bila: 97% Srbov, Hrvatov in 3% drugih.
Naborni okraj polka je bil v Zagrebu, pri čemer so bile polkovne enote garnizirane v Szombathelyju.

## Poveljniki polka
- 1859: Julius Fluck von Leidenkron[3]
- 1865: Paul Hompesch-Bollheim[4]
- 1879: Peter von Ther[5]
- 1914: Rudolf Furtmüller[6]